# Jean Timon-David
Pour les articles homonymes, voir Timon-David, Timon et David.
Jean Timon-David est un négociant, banquier et armateur français né le 1er décembre 1712 à Marseille où il est mort le 26 mai 1793.

## Biographie

### Famille et jeunesse
Originaire du Dauphiné, la famille Timon s'établit à Marseille au 17e siècle, où elle donne des juristes et échevins, s'alliant aux plus anciennes familles. La rue du Timon, à Marseille, est nommée en honneur de sa famille.
Son grand-père, l'avocat Gaspard Timon, assesseur de la ville de Marseille en 1670 et régent en droit à l'université de Provence, accompagne, en qualité de secrétaire d'ambassade, Mgr de Forbin-Janson à Varsovie et y meurt en 1675.
Son père, le magistrat Ange-Barthélémy Timon (1669-1720), est assesseur de la ville de Marseille, un des neuf avocats chargés de rendre la justice à Marseille après l'édit d'août 1700, conseil de la communauté en 1712 et orateur juriste auprès des échevins. Empoisonné par un condamné, il interdit à ses enfants d'en rechercher le responsable.
Sa mère, Élisabeth David, d'une famille de grands négociants marseillais, avait six frères, dont plusieurs seront échevins de Marseille.
Sa sœur, épouse du premier échevin Noël Justinien Rémusat, est la mère de Pierre-François de Rémusat. Son autre sœur épouse le négociant Jean Boyer.
Entré jeune dans la maison de commerce « David frères », Jean Timon passe dix-sept années à Gênes où il dirige le comptoir fondé par ses oncles. 
Le 9 mai 1751, Jean Timon épouse Anne-Catherine de Foresta-Collongue, fille de Jean-François de Foresta, seigneur de Venel, garde de l’étendard des galères de France, et de Marie-Gabrielle de Bricard, petite-nièce de Mgr Joseph-Ignace de Foresta et tante du marquis Marie-Joseph de Foresta. Le jour de son mariage, les frères David, sans postérité, font donation de leurs biens à Jean Timon, leur neveu, à condition d'ajouter le nom de David à son nom et de le transmettre à sa postérité. 
Du mariage de Jean Timon-David naitront :
- Jean-François Timon-David (1755-1833). Ce dernier devenu receveur principal de l'amiral de France Louis-Jean-Marie de Bourbon, devra émigrer sous la Révolution. Il se rend en Italie, à Florence. Il y rencontrera Joseph de Collet, premier consul de Carpentras avant la Révolution. De retour en France, Jean-François Timon-David, âgé de 47 ans, épouse Mélanie, l’une des filles jumelles de Joseph de Collet, âgée de 19 ans. De leur union naitront neuf enfants dont le célèbre abbé Joseph-Marie Timon-David. Et Jean-François Timon-David meurt quand Joseph Timon-David a 10 ans.
- Marie-Gabrielle Françoise Timon-David (1756-1811) qui épousera Basile Samatan  prestigieux négociant marseillais guillotiné sous la Terreur. De ce mariage, naîtront trois garçons et cinq filles.

### Un grand négociant de Marseille
Rentré à Marseille, Timon reprend la direction des affaires familiales, qui devient la société « Timon et Chaudière ». Il s'illustre dans le négoce par sa richesse et son honnêteté.
Ses affaires se font dans le commerce maritime, la banque, l'armement, la consignation de navires, les assurances, les entrepôts et l'acquisition d'immeubles. Il pratique le négoce en premier lieu avec l'Italie, mais également avec l'Espagne (et notamment Cadix), le Levant, l'Angleterre et les Amériques.
Peu investi par les affaires publiques, il réussit à se faire exempter des charges municipales en 1759. 
À la tête d'une grande fortune, il fait raser et reconstruire en 1765, dans le goût du temps, la bastide du Canissat, sise sur 13 hectares, qui lui venait de ses oncles David et qui prend alors le nom de la Timone. En plus de sa maison de campagne, il acquiert en 1768 le somptueux hôtel particulier de la famille de Calas, situé rue Montgrand, à l'emplacement de l'actuelle trésorerie municipale (il le transmettra en 1786 à sa fille et son gendre Basile Samatan). 
Selon un de ses biographes, Timon-David est « un bon exemple de cette aristocratie que constitue le haut négoce marseillais..., de cette minorité dynamique des affaires et de la richesse qui les accompagnait souvent ». Menant grand train, il entretient de nombreuses et hautes relations, notamment avec l'ambassadeur Charles Gravier de Vergennes, dont il devient l'un des plus intimes amis. Devenu Secrétaire d'État des Affaires étrangères et principal ministre du roi Louis XVI, Vergennes et Timon-David maintiendront leurs relations d'amitié, et Timon-David lui confie au mois de juillet 1777 ses neveux Rémusat envoyés à Paris pour parfaire leur éducation (dont Auguste Laurent de Rémusat, qui épousera quelques années plus-tard la petite-nièce de Vergennes, Claire Élisabeth). En plusieurs occasions, il obtient également avec succès l'intervention de son protecteur en faveur de ses amis.
Il fait peindre son portrait par Pierre Bernard vers 1772.
La mort de son associé Caudière en 1779 et la menace de faillite d'un de ses fils font connaître à Timon-David une période de difficultés. Refusant que son nom « chante dans une faillite », malgré tous les avis contraires, il choisit d'engager une partie de sa fortune pour renflouer la situation de son fils afin d'en éviter la faillite qui menace celui-ci.
Protégé de Vergennes, Timon-David est amené à solliciter à plusieurs occasions le concours de son ami, notamment en 1781, afin d'obtenir une permission exceptionnelle d'exportation de blés. Vergennes en parle directement à Necker, qui, au début réticent, fini par accepter la demande. Puis, le 14 mars de cette même année, il sollicite une nouvelle fois son aide afin d'être chargé de l'emprunt de dix millions de livres pour le rachat de l'arsenal des galères par la ville de Marseille, afin d'y construire un nouveau quartier. Malgré l'intervention de son protecteur en sa faveur auprès de l'intendant Gallois de La Tour et de Necker, l'affaire échappe à Timon-David, qui doit se contenter de l'obtention de remboursements de dettes et créances, notamment de la part du consul d'Espagne à Marseille.

### La Timone

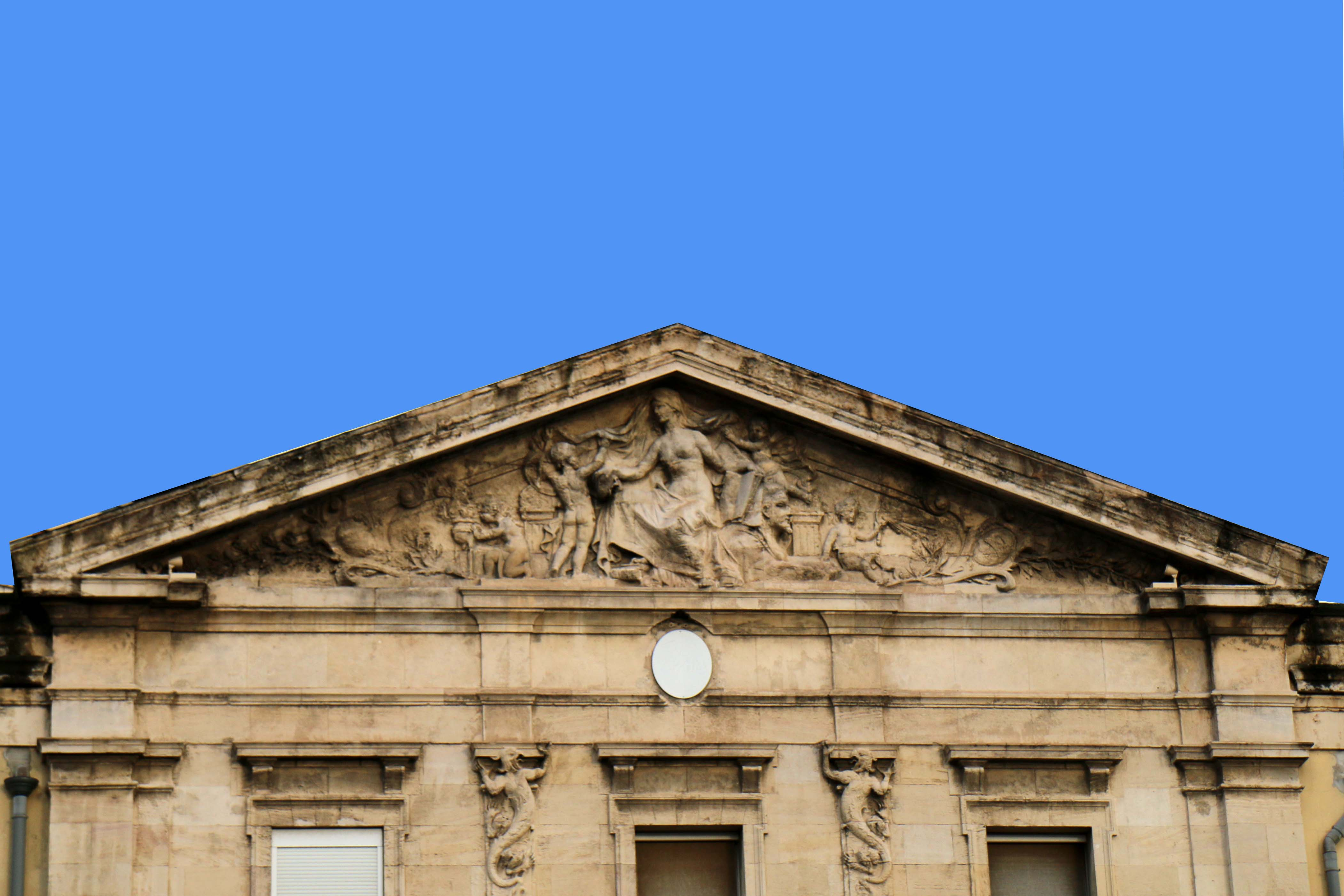
Fronton de la Timone

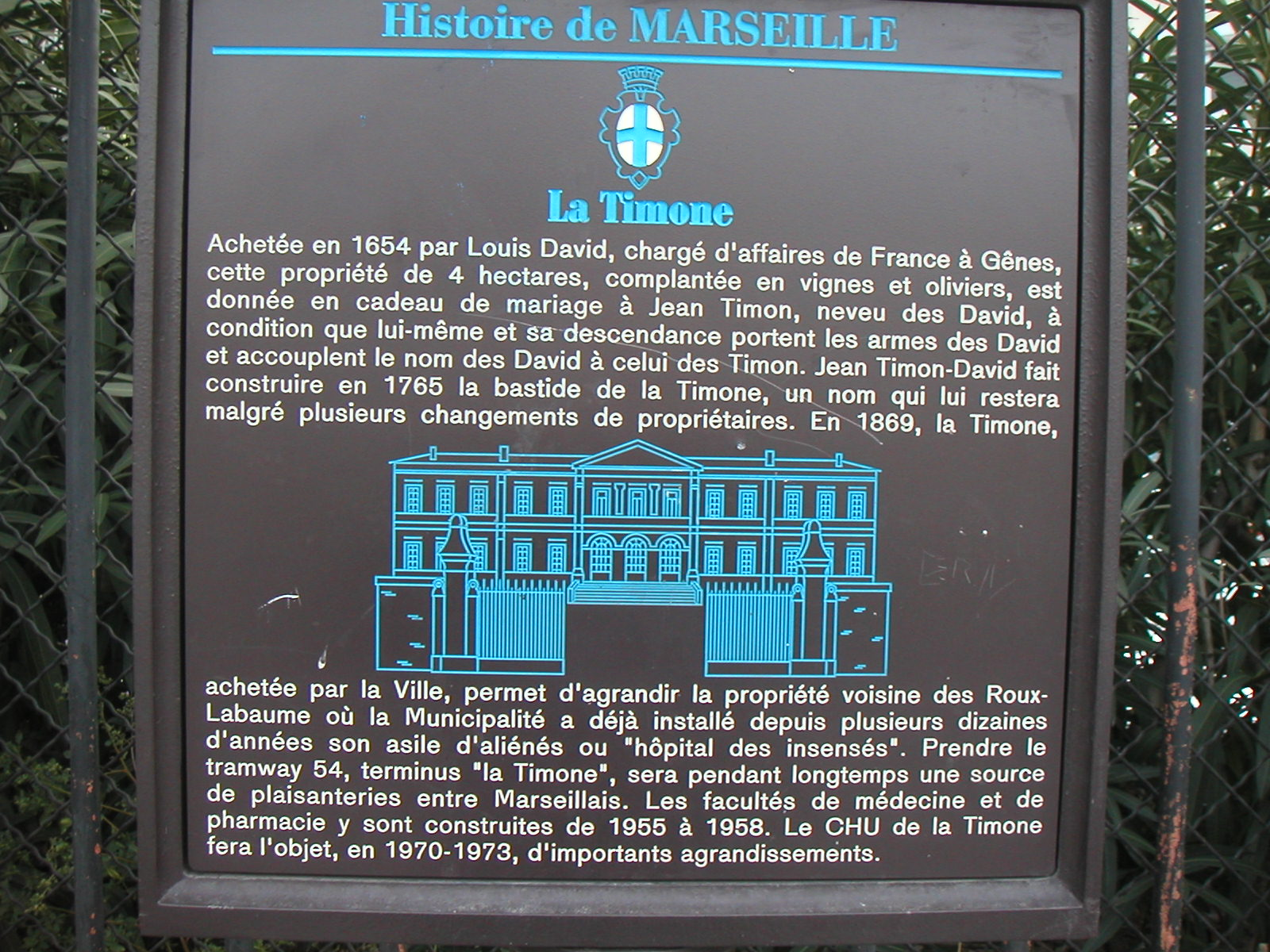
Plaque commémorative de la Timone.

« Achetée en 1654 par Louis David, chargé d’affaires de France à Gênes, cette propriété de 4 hectares, complantée en vignes et oliviers, est donnée en cadeau de mariage à Jean Timon, neveu des David, à condition que lui-même et sa descendance portent les armes des David et accouplent le nom des David à celui des Timon. Jean Timon-David fait construire en 1765 la bastide de la Timone, un nom qui lui restera malgré plusieurs changements de propriétaires. En 1869, la Timone, achetée par la ville, permet d’agrandir la propriété voisine des Roux-Labaume où la municipalité a déjà installé depuis plusieurs dizaines d’années son asile d’aliénés ou « hôpital des insensés ». Prendre le tramway 54, jusqu'au terminus « la Timone », sera pendant longtemps une source de plaisanteries entre Marseillais. Les facultés de médecine et de pharmacie y sont construites de 1955 à 1958. Le CHU de la Timone fait l’objet, en 1970-1973, d’importants agrandissements. »

### Sources
- Pierre Guiral, Félix Reynaud, «Les Marseillais dans l'histoire », Privat, 1988
- Robert Larcheres, « Naissance d'une famille marseillaise. Jean Timon-David (1712-1793) », 1978
- Jean-Marie Maurin, « Une  ancienne  bastide  marseillaise. La Timone », Marseille, 28, 1956, p. 15-24.
- Paul R. Masson, « Les Bouches-du-Rhône: encyclopédie départementale », Archives départementales des Bouches-du-Rhône, 1931
- Octave Teissier, « Armorial des échevins de Marseille : de 1660 à 1790 », Imprimerie marseillaise, 1883
- Louis-E. Méry, « Histoire analytique et chronologique des actes et des délibérations du corps et du conseil de la municipalité de Marseille depuis le Xe siècle jusqu'à nos jours », 1847
- Charles Carrière, « Négociants marseillais au XVIIIe siècle: contribution à l'étude des économies maritimes, Volume 2 », Institut historique de Provence, 1973
- François-Xavier Emmanuelli, « La Crise marseillaise de 1774 et la chute des courtiers : contribution à l'histoire du commerce du Levant et de la banque », Éditions du Centre national de la recherche scientifique, Centre régional de publications, 1979